# Педро Хосе Севальйос
Педро Хосе Севальйос Сальвадор (1830–1892) — еквадорський політик, тимчасовий президент країни з липня до середини серпня 1888 року, а також віце-президент з 1886 до 1890 року. З квітня до серпня 1891 обіймав пости міністра громадської роботи, внутрішніх справ і закордонних справ у кабінеті Антоніо Флореса.
Незадовго до своєї смерті став членом національної Академії літератури.